# Hiéroglyphe égyptien R22
La fulgurite simplifiée en hiéroglyphes égyptiens, est classifiée dans la section R « Mobilier cultuel et emblèmes sacrés » de la liste de Gardiner ; cet hiéroglyphe y est noté R22.

## Représentation
Il représente vraisemblablement une fulgurite dont le tube central est représenté en vision aspective (version simplifiée de R23 utilisé à partir du Moyen Empire). Le sens de ce signe d'origine archaïque a été perdu au Nouvel Empire avec son assimilation avec l'hiéroglyphe D4 de l'œil. Il est translittéré Mn ou ḫm.
| R23 |

| R23 |

## Utilisation
| R22 | / | R22 · R12 | A40 |

| R22 | / | R22 · R12 | A40 |

| R22 · O49 |

| R22 · O49 |

| O34 |

| O34 |

## Exemples de mots
| x · R22 | m | O20 |

| x · R22 | m | O20 |

| x · m | R22 | A40 |

| x · m | R22 | A40 |

| R22 · x · t | E1 |

| R22 · x · t | E1 |